# Gloeodes pomigena
Gloeodes pomigena (Schwein.) Colby  – gatunek workowców.

## Systematyka i nazewnictwo
Pozycja w klasyfikacji według Index Fungorum: Gloeodes, Incertae sedis, Incertae sedis, Incertae sedis, Incertae sedis, Pezizomycotina, Ascomycota, Fungi.
Po raz pierwszy zdiagnozował go w 1832 r. Lewis Schweinitz nadając mu nazwę Dothidea pomigena. Obecną, uznaną przez Index Fungorum nazwę nadał mu 1920 r. Arthur Samuel Colby.
Synonimy:
- Dothidea pomigena Schwein.  1832
- Phyllachora pomigena (Schwein.) Sacc. 1883

Znana jest tylko anamorfa. Dla teleomorfy nie ustalono jej pozycji taksonomicznej. Zgodnie z przyjętymi dla grzybów zasadami nazewnictwa w takim przypadku takson ten klasyfikuje się w obrębie workowców (dawniej zaliczany był do grzybów niedoskonałych). 

## Występowanie
Gatunek ten opisano na jabłoni domowej jako sprawcę choroby zwanej brudną plamistością jabłek. Podczas badań naukowych przeprowadzonych przez dr Ewę Mirzwę-Mróz w 2015 r. w Samodzielnym Zakładzie Fitopatologii SGGW w Warszawie na jabłkach porażonych przez tę chorobę nie znaleziono jednak Gloeodes pomigena, odkryto natomiast 5 innych gatunków grzybów będących jej sprawcami). 
Gloeodes pomigena znajduje się w wykazie grzybów mikroskopijnych Polski. Jako sprawcę brudnej plamistości jabłek opisał go W. Siemaszko w 1937 r. W związku z badaniami dr E. Mirzwy-Mróz jego występowanie w mykobiocie Polski wymaga jednak potwierdzenia.